# Pietro Broccini
Pietro Broccini (Portovenere, 2 febbraio 1928 – Sanremo, 1º settembre 2006) è stato un allenatore di calcio e calciatore italiano.

## Carriera

### Giocatore

Una formazione dell'Inter nell'anno dello scudetto 1952-53; Broccini è in piedi, 3º da sinistra

La rosa della SPAL 1958-59; Broccini è in ginocchio, 2º da sinistra

Broccini inizia la sua carriera calcistica nei campetti di provincia durante la guerra e, assieme al suo coetaneo nonché spezzino come lui Giorgio Bernardin, passa alla Sampdoria facendo la trafila delle giovanili ed esordendo in Serie A l'11 gennaio 1948 a Bari con una vittoria per 2 a 0 a favore dei blucerchiati.
Nel 1948 il ventenne attaccante Broccini passa alla Carrarese a farsi le ossa in serie C. Pietro è vicinissimo a casa, tranquillo e pieno di vitalità. Gioca da titolare e si esprime al meglio. Su di lui mettono gli occhi i dirigenti dello Spezia che riescono ad averlo per fargli disputare il campionato di Serie B 1949/50.
A La Spezia prosegue la maturazione di Broccini che gioca la bellezza di 41 partite andando a segno 10 volte. È un attaccante emergente e su di lui si concentrano le attenzioni di clubs importanti. Dopo aver girovagato a pochi chilometri da casa, è l'ora di andare un po' più lontano, destinazione Venezia.
I veneti sono anch'essi in Serie B e vorrebbero ritornare nella massima serie, pensano che Broccini possa fare al caso loro per rafforzare la squadra ed indovinano l'acquisto; Pietro segna 20 reti in 39 partite, anche il Venezia comincia a risultare una squadra inadeguata per le sue capacità.
A lui si interessa l'Inter e Broccini approda a Milano con gli onori della ribalta calcistica. Il primo anno è importante per Broccini che con Aldo Olivieri allenatore gioca titolare e va in rete 13 volte. L'11 novembre 1951 arriva anche la Nazionale B, poi gioca anche con la Nazionale giovanile 2 partite e di lui già si dice che potrebbe esordire nella prima squadra azzurra ma le cose vanno diversamente.
A Milano l'allenatore diventa Alfredo Foni e a rinforzo dell'Inter arrivano Fulvio Nesti, Bruno Mazza e Sergio Brighenti. Il centrocampo cambia aspetto e Broccini, che aveva trovato definitiva collocazione come interno o, come si diceva un tempo, come mezzala di punta, soffre la concorrenza di Benito Lorenzi nel frattempo arretrato nello stesso ruolo dello spezzino. La scarsa propensione di Foni ad utilizzare Broccini in un'Inter veramente stellare ed alcuni malanni fisici, relegano l'interno ad un ruolo di rincalzo proprio nel fantastico biennio dei due scudetti neroazzurri.
A quel punto Broccini vuole andarsene, non importa dove, anche in B se necessario, ma vuole avere un'altra occasione. L'opportunità arriva ed ha i colori biancoazzurri: la SPAL di Paolo Mazza.
A quei tempi la SPAL era una squadra di provincia che miracolosamente riusciva sistematicamente a salvarsi dalla retrocessione. Il suo presidente, Mazza, tutti gli anni cedeva i pezzi migliori che era riuscito a raccattare in campetti di provincia in giro per l'Italia e riusciva in questo modo a trovare le risorse per restare nella massima serie. A Ferrara c'è un giocatore che deve essere ceduto e ad un prezzo congruo per Mazza: proprio lo spezzino di Bonassola Giorgio Bernardin che giocava precedentemente nella Sampdoria con Broccini. L'Inter deve sostituire Giovannini e Bernardin è l'uomo giusto. L'affare si fa: a Milano va Bernardin, a Ferrara arrivano Broccini, Morin ed un bel gruzzolo.
Alla SPAL Broccini recupera il tempo perduto, gioca dal 1954 al 1959 5 campionati da titolare. Mezz'ala rocciosa ed infaticabile, rappresenta l'anima della squadra della quale diventa successivamente anche capitano.
Nel 1959 Broccini è al termine della sua avventura calcistica, la SPAL deve rinnovarsi, ha troppi anziani come Pandolfini e Vitali ed a Ferrara sta per arrivare un altro ex interista: Oscar Massei. Per Broccini non c'è più spazio, lascia Ferrara e torna in Liguria, stavolta a ponente, destinazione Sanremo in cambio del cannoniere Rossi.
Con la Sanremese Broccini torna in C e gioca 2 campionati poi, nel 1961 lascia il calcio giocato.

### Allenatore
Intraprenderà, senza troppo successo, la carriera di allenatore.
È scomparso nel 2006 all'età di 78 anni dopo lunga malattia.

## Palmarès

### Club

#### Competizioni nazionali
- Campionato italiano: 2

Inter: 1952-1953, 1953-1954